# Dvorský potok (přítok Stoky)
Dvorský potok je menší vodní tok ve Slavkovském lese, levostranný přítok Stoky v okrese Sokolov v Karlovarském kraji. Délka toku měří jeden kilometr.

## Průběh toku
Potok pramení pod Lněným vrchem (605 m) jihovýchodně od vsi Dvory, části Lokte, v nadmořské výšce 525 metrů a teče přibližně východním směrem. Potok podtéká zaniklou železniční trať Nové Sedlo u Lokte – Krásný Jez. U silnice II/209 v loketské části Údolí se Dvorský potok zleva vlévá do Stoky v nadmořské výšce 454 metrů.